# Siskiyou megye
Siskiyou megye az Amerikai Egyesült Államokban, azon belül Kalifornia államban található. Lakosainak száma 44 076 fő (2020. április 1.). Siskiyou megye Jackson, Klamath, Modoc, Trinity, Shasta, Humboldt, Del Norte és Josephine megyékkel határos.

## Népesség
A megye népességének változása:
| Lakosok száma | 44 978 | 44 726 | 44 223 | 43 799 | 43 554 | 43 539 | 44 076 |
|               | 2010   | 2011   | 2012   | 2013   | 2015   | 2019   | 2020   |